# Second Sight (film 1911)
Second Sight è un cortometraggio muto del 1911 forse diretto da Thomas H. Ince e Joseph W. Smiley.

## Produzione
Il film fu prodotto dall'Independent Moving Pictures Co. of America (IMP) e venne girato a Cuba.

## Distribuzione
Il film - un cortometraggio in una bobina - uscì nelle sale statunitensi il 1º maggio 1911, distribuito dalla Motion Picture Distributors and Sales Company. Non si conoscono copie ancora esistenti della pellicola che viene considerata presumibilmente perduta.